# Szereplő (UML)

UML használati eset diagram két szereplővel (szülő-tanár és gyermek) és 5 használati esettel

Az Unified Modeling Language (UML) szereplője „meghatározza a felhasználó vagy bármely más rendszer által játszott szerepet, amely interakcióba lép az alannyal”.
"Egy szereplő egy olyan entitás által játszott szerepet modellez, amely interakcióba lép az alanyal (pl. jelek és adatok cseréjével), de amely kívül esik az alanyon."
"A szereplők emberi felhasználók, külső hardverek vagy más alanyok által betöltött szerepeket képviselhetnek. A szereplők nem feltétlenül konkrét fizikai entitásokat képviselnek, hanem csupán bizonyos entitások bizonyos oldalait (azaz „szerepeket"), amelyek relevánsak a kapcsolódó használati esetek specifikációja szempontjából. Egyetlen fizikai példány több különböző szereplő szerepét is betöltheti, és egy adott szereplőt több különböző példány is eljátszhat."
Az UML 2 nem engedélyezi a szereplők közötti társulásokat. A szereplők közötti általánosítási/specializációs kapcsolat alkalmazása hasznos a szereplők közötti átfedő magatartások modellezésében, és nem sérti ezt a megkötést, mivel az általánosító reláció nem egyfajta asszociáció.
A szereplők interakcióba lépnek a használati esetekkel.

## Fordítás
Ez a szócikk részben vagy egészben  az   Actor (UML) című angol Wikipédia-szócikk ezen változatának fordításán alapul.  Az eredeti cikk szerkesztőit annak laptörténete sorolja fel. Ez a jelzés csupán a megfogalmazás eredetét és a szerzői jogokat jelzi, nem szolgál a cikkben szereplő információk forrásmegjelöléseként.